# (5382) McKay
Pour les articles homonymes, voir McKay.
(5382) McKay est un astéroïde de la ceinture principale.

## Description
(5382) McKay est un astéroïde de la ceinture principale. Il fut découvert le 8 mai 1991 à Siding Spring par Robert H. McNaught. Il présente une orbite caractérisée par un demi-grand axe de 2,63 UA, une excentricité de 0,09 et une inclinaison de 12,8° par rapport à l'écliptique.

## Compléments